# Finlands Athen-institut
Finlands Athen-institut (grekiska: Φινλανδικό Iνστιτούτο Aθηνών, Finlandikó Institoúto Athinón, finska: Suomen Ateenan-instituutti) är ett av Finlands vetenskapsinstitut beläget i Greklands huvudstad Aten. Institutets huvuduppgift är att bedriva och främja grekisk arkeologi, filologi, historia och kultur från antiken till nutid. Det är ett av 19 utländska arkeologiska institut som drivs i Grekland. 
Institutet grundades 1984 och är det näst äldsta av Finlands institut utomlands. Dess nuvarande direktör är Petra Pakkanen, sedan 2021. Institutets verksamhet upprätthålls och administreras av Finlands Athen-instituts stiftelse.

## Historia

### Institutets grundande
Dåvarande rektor vid Helsingfors universitet Nils Oker-Blom föreslog år 1982 att Finland borde grunda ett institut i Aten, likt Finlands Rom-institut som hade bedrivits i Villa Lante sedan 1954. Initiativ tog även Finlands honorärkonsul i Aten, Konstantinos Lazarakis. Finlands Athen-instituts stiftelse grundades redan 1983 (stiftelseregistret 1984) i syfte att föra vidare initiativet och för att samla finansiering till institutet. Donationer kom från flera håll, från företag, andra stiftelser och universitet. Många inom antikforskningen i Finland var till en början avvaktande till projektet då de var rädda att det nya institutet skulle beröva Finlands Rom-institut dess finansiering.
Institutet påbörjade sina aktiviteter 1984 med Paavo Castrén som direktör. Till en början var institutet beläget i en lägenhet i området Makrygianni som också fungerade som direktörens bostad. Svenska institutet i Aten bistod med mycket hjälp under institutets första tid. Vid institutets grundande fanns det 12 arkeologiska skolor i Aten. Finlands Athen-institut fick status som en vetenskaplig och arkeologisk skola 14 maj 1985 och dess formella öppning skedde vid Atens akademi.

### Nya lokaler

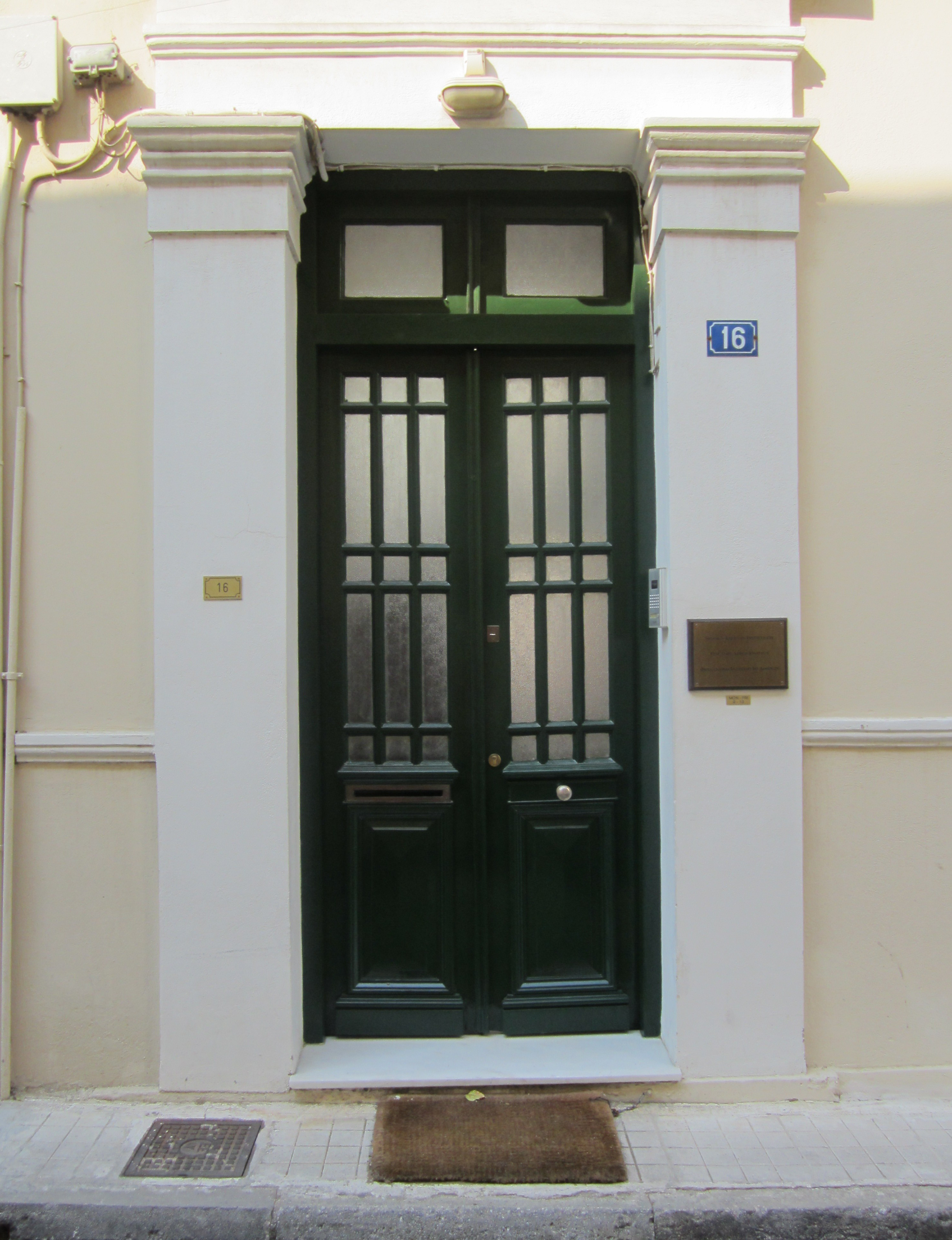
Institutets huvuddörr.

År 1987 började institutet leta efter permanenta lokaler. Den nuvarande lokalen vid Zitrou 16 skaffades vid detta skede men krävde stora renoveringar som tog flera år att slutföra. År 1991 förvärvade institutet också en lägenhet på gatan Karyátidon i närheten, som kom att bli direktörens bostad. 
Studenter fick till en början bo på ett pensionat i närheten vid namn Penelope som hyrdes i samarbete med Svenska institutet i Aten. År 1994 donerade Nikólaos G. Koronaíos en hel byggnad med lägenheter till institutet som skulle användas som gästhem. Gästhemmet Koroneos öppnade sina dörrar 1999. 
Redan tidigt fanns det en önskan om ett gemensamt bibliotek tillsammans med de andra nordiska instituten. Det Nordiska biblioteket i närheten av både Finlands Athen-institut och Svenska institutet i Aten invigdes 1995.

### De vetenskapliga aktiviteterna börjar
Före institutets egna fältarbeten skaffade sig finska arkeologer erfarenhet genom att delta i grekiska eller andra nordiska instituts utgrävningar, via Finlands Athen-institut. Institutets egna fältarbeten började 1999 i Paliámpela nära Aréthousa. Resterande fältarbeten kommer listas nedan under titeln Verksamhet. 

### Direktörer
- Paavo Castrén (1984–1988)
- Jaakko Frösén (1988–1992)
- Henrik Lilius (1992)
- Gunnar af Hällström (1993–1995)
- Kirsti Simonsuuri (1995–1997)
- Olli Salomies (1997–2000)
- Leena Pietilä-Castrén (2000–2004)
- Björn Forsén (2004–2007)
- Martti Leiwo (2008–2013)
- Jari Pakkanen (2013–2017)
- Björn Forsén (2018–2020)[7]
- Petra Pakkanen (2021–)[8]

## Byggnad

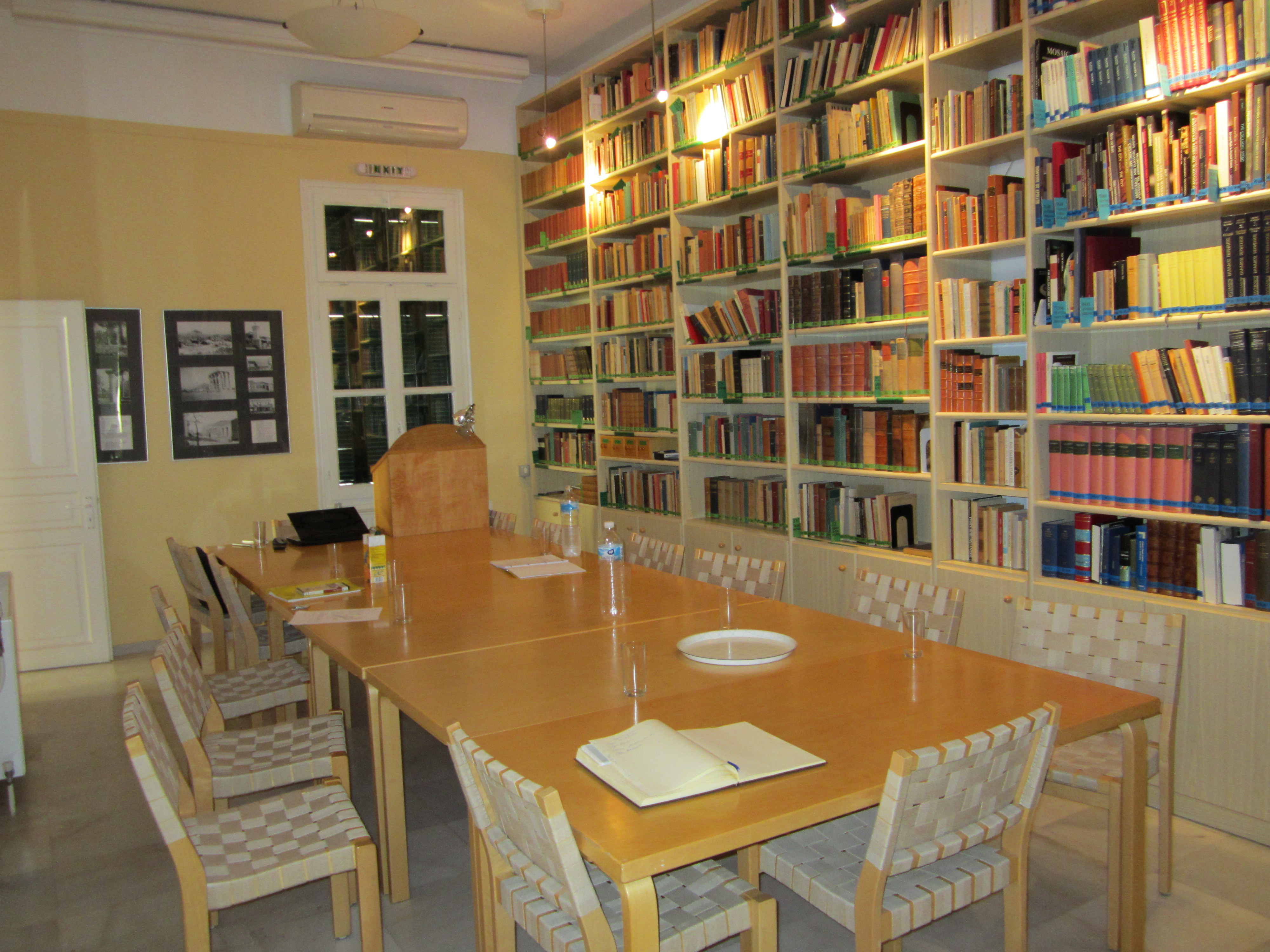
Institutets referensbibliotek.

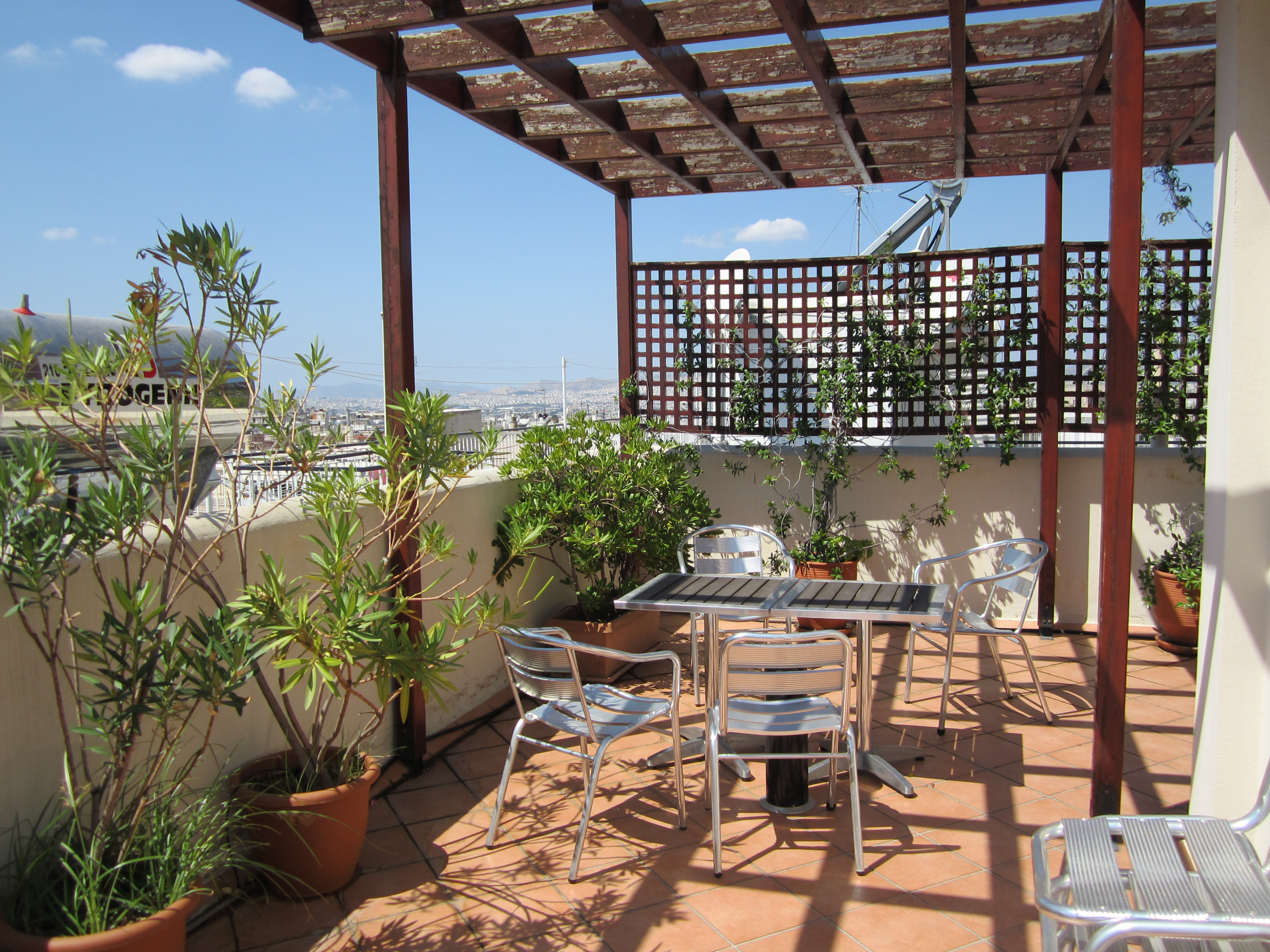
Utsikt från Koroneos-byggnadens takterass.

Finlands Athen-institut befinner sig i en nyklassisistisk byggnad i centrala Aten i grannskapet Makrygiánni på adressen Zítrou 16  (37°58′04″N 23°43′37″Ö / 37.96778°N 23.72694°Ö), söder om Akropoliskullen och nära Akropolismuseet. I byggnaden finns personalens kontor, en föreläsningssal som även fungerar som referensbibliotek samt en trädgård. Byggnaden är belägen nära de andra nordiska instituten och andra länders institut samt det nordiska biblioteket. Den närmaste tunnelbanestationen är Akropoli.
Institutets gästhem, Koroneos, är beläget i området Gkýzi i Aten på adressen 25 Ioánnou Soútsou (37°59′30″N 23°44′39″Ö / 37.99167°N 23.74417°Ö). Byggnaden har sex våningar och totalt 13 möblerade lägenheter att hyra ut. Byggnaden kan nås via buss eller med tunnelbana. De närmaste tunnelbanestationerna är Ambelokipi och Viktoria.

## Verksamhet
Finlands Athen-institut bedriver forskning genom olika forskningsprojekt och arkeologiskt fältarbete. Institutet har i Grekland status som en arkeologisk skola och kan därmed bedriva arkeologiska utgrävningar i Grekland.
Förutom dess första fältarkeologiska projekt i Paliambela, har institutet också bedrivit fältarbeten vid Zeus Stratios templet i regionen Aitolien-Akarnanien, i dalen vid floden Kokytos i Thesprotia, Naxos på Sicilien, den antika hamnen Kyllene och området nära Asea och Archamites på Peloponnesos samt ön Salamis.
Förutom fältarbeten har institutet också bedrivit forskning i ämnen så som staden Aten under den hellenistiska tiden och under senantiken, grekisk epigrafik under romersk tid, kontakterna mellan moderna Grekland och Finland samt fenomenet filhellenism. 
Institutet har sedan 1994 givit ut den vetenskapliga publikationsserien Papers and Monographs of the Finnish Institute at Athens. Det organiserar också konferenser, kurser med tema kring moderna och antika Grekland samt assisterar finländska forskare och studenter. Institutet, Koroneos-byggnaden samt det nordiska biblioteket bidrar tillsammans till finländska forskares, studenters och konstnärers bostäder i Grekland. Institutet tar även del i kulturellt utbyte mellan Finland och Grekland.

### Forskningsprojekt och utgrävningar
- Atens sista hedniska renässans, 267–529 e.v.t.
- Hellenistiska Aten, 323–30 f.v.t.
- Dionysios Areopagita i historia och legend
- Mytiska kroppar: grekiska myter och europeiskt tänkande
- Utgrävningar och restaurering av den tidiga kristna basilikan Paliambela. Nära Arethousa i Volvi, Centrala Makedonien[10]
- Sen klassisk och hellenistiska heroon
- Höjdrekonstruktion av Zeustemplet i Stratos baserat på ommätningar. Strátos, Agrínio, Aitolia-Akarnania[11]
- August Myhrberg och nordeuropeisk filhellenism: att bygga myten om en hjälte
- Versinskrifter från romerska Grekland (2003–); kopplat till ett projekt från Finlands Akademis spetsforskningsenhet "Gamla grekiska skriftliga källor" sedan 2006.[12]
- Tvärvetenskapligt undersökningsprojekt i Kokytos flodbassäng Thesprotia, Epeiros[13]
- Helgedom och romerska byggnader i Agia Paraskevi av Arachamitai. Trípoli, Arkadia[14]
- Kyllene hamnprojekt. Andravída-Kyllíni, Elis[15]
- Kartläggning av stadsplanen och geofysisk undersökning av den grekiska kolonin Naxos på Sicilien[16]
- Salamis Urban Landscape Project, Ampelákia (Ambelákia), Salamis, Attika[17]

### Finlands Athen-instituts vänförening
År 1986 grundades Suomen Ateenan-instituutin ystävät (Finlands Athen-instituts vänförening). Dess syfte är att stödja institutets verksamhet och kulturellt utbyte mellan Finland och Grekland. Organisationen ordnar presentationer och resor, delar ut stipendium och ger ut medlemstidningen Helikon.